# Văn Thiên Tường
Văn Thiên Tường (tiếng Trung: 文天祥; bính âm: Wén Tiānxiáng, 6 tháng 6, 1236 - 9 tháng 1, 1283) là thừa tướng trung nghĩa lẫm liệt nhà Nam Tống, một thi sĩ nổi tiếng mà tư tưởng yêu nước đã thấm đượm trong thi văn của ông.  
Ông là một vị anh hùng dân tộc của Trung Quốc, là 1 trong 5 vị quan thời Nam Tống (cùng với Nhạc Phi, Lý Cương, Hàn Thế Trung, Triệu Đỉnh) được thờ tại Đế vương miếu (历代帝王庙) thời nhà Minh, nhà Thanh xây dựng, trong đó thờ những vị quan văn, võ tướng được đánh giá là tài năng và tận trung nhất qua các triều đại. 

## Xuất thân
Văn Thiên Tường ban đầu có tên Vân Tôn (雲孫), tự Thiên Tường (天祥), sau đổi thành Tống Thụy (宋瑞) và có tự là Lý Thiện (履善), hiệu Văn Sơn (文山). Ông xuất thân từ Cát Châu Lô Lăng (吉州廬陵), bây giờ là huyện Cát An, tỉnh Giang Tây). Lúc còn nhỏ, Văn Thiên Tường ham đọc  sách, ông ngưỡng mộ cốt cách những  nhân vật "Trung thần nghĩa sĩ" có chí khí, yêu nước thương dân... Năm 1253, đời vua Tống Lý Tông, Văn Thiên Tường 17 tuổi, tham gia kỳ thi Hương ở Lô Lăng, tên đậu đầu bảng. Lúc đứng trước tượng Âu Dương Tu, ông đã nói: "Sau này tôi chết đi, nếu không được như ông, mọi người tưởng nhớ, thì tôi không phải là bậc đại trượng phu".

## Đường công danh
Năm 1255, ông cùng em là Văn Bích tham gia kỳ thi Tiến sĩ và cả hai đều có tên trúng cử. Vào ngày công bố người trúng tuyển, Văn Thiên Tường đứng đầu trên 601 người đậu Tiến sĩ rồi ông được mang danh trạng nguyên, thì ông được tin cha chết. Hai anh em phải trở về quê hương khi chưa kịp nhận chức tước. Mãi đến năm 1259, Văn Thiên Tường mới được bổ nhiệm Công sự phán quan, một chức quan xử kiện. Khi quân nhà Nguyên tràn vào đất Tống, ông ứng "chiếu Cần Vương" dưới cờ vua Tống Cung Đế.
Năm 1275, ông được cử làm Hữu Thừa tướng, Khu mật sứ, Đô đốc thống quản quân mã. Vào tháng 8 năm đó, chẳng may Văn Thiên Tường bị thua trận ở Lô Lăng, may có người cứu thoát. Phu nhân là Âu Dương thị, con trai thứ là Văn Phật Sinh, hai con gái là Văn Liễu Nương và Văn Hoàn Nương đều bị quân Nguyên bắt giam. Công cuộc kháng chiến chống Nguyên không thành và ông bị quân Nguyên bắt đưa về Yên Kinh (Bắc Kinh ngày nay).
Năm 1278, mẹ ông và người con trai đầu mới 13 tuổi bị bệnh qua đời khiến ông vô cùng đau buồn. Triều đình phong cho ông làm Thiếu bảo, Tín Quốc công thi hành chủ trương tiến bộ. Trong thời gian ở Lâm An, tình thế quẫn bách, triều đình đã cử ông đến đại bản doanh Thừa tướng triều Nguyên là Bá Nhan đàm phán cầu hàng. Vua Nguyên thấy ông là người có tài và có khí tiết định giam giữ dụ hàng. Khi Bá Nhan lấy cái chết đe doạ, ông đã khẳng khái nói:"Tôi hiện đang là Tể tướng triều Tống, chỉ lấy cái chết để đền nợ nước, nếu lấy gươm đao dọa nạt, chẳng làm gì được đâu". Bá Nhan đã giữ ông lại và quyết định giải ông về Đại Đô (nay là Bắc Kinh).

## Tiết khí
Năm 1276, khi quân nhà Nguyên (bấy giờ đã hùng hổ chinh phục khắp Âu Á (diệt nước Yên năm 1215, nước Hồi năm 1222, nước Kim năm 1234, đánh tan liên quân các tiểu quốc Nga, bắt sống nhiều hoàng thân Nga năm 1237, đánh Cao Ly năm 1247, diệt Đại Lý rồi chiêu hàng Thổ Phồn năm 1253, đánh Nhật Bản năm 1271...) đi chinh phạt đến núi Cao Đình, nhà Tống xin hàng. Bá Nhan sai hàng tướng Lã Văn Hoán vào Lâm An, tra xét thành trì, treo bảng vàng vỗ về quân dân trong ngoài. Bá Nhan giam giữ Văn Thiên Tường trong quân, Thiên Tường mắng Bá Nhan thất tín. Văn Hoán ở bên cạnh khuyên giải, Thiên Tường mắng Hoán là loạn tặc, Văn Hoán rất hổ thẹn nói: “Thừa tướng sao lại mắng Hoán là loạn tặc?” Văn Thiên Tường nói: “Quốc gia bất hạnh đến hôm nay, ngươi gây tội đầu, ngươi không phải loạn tặc thì ai? Trẻ con 3 thước đều mắng ngươi, có riêng gì ta?” Lữ Văn Hoán nói: “Ta giữ Tương Dương 6 năm không được cứu.” Văn Thiên Tường nói: “Sức cùng viện tuyệt, thì chết để báo nước là được. Ngươi yêu thân tiếc vợ con, đã phụ nước, còn phá hoại tiếng tăm cả nhà. Nay ngươi họp cả họ làm chuyện phản nghịch, là tặc thần muôn đời!” Tướng Nguyên là Toa Đô cũng phải khen: “Thừa tướng mắng họ Lữ hay lắm!”
Vào cuối năm 1277, ông đã trốn thoát khi đang trên đường bị cưỡng bức lên phương Bắc ra mắt Nguyên Thế Tổ - Hốt Tất Liệt. Sau đó một thời gian, vào một buổi trưa tháng 12, Văn Thiên Tường đã xuất quân từ Hải Phong lên phía bắc, khi đi qua một quãng đường hẹp đã bị quân phục kích, rơi vào bẫy, không kịp trở tay và bị quân Nguyên bắt sống. Rút kinh nghiệm lần trước, lần này quân Nguyên canh phòng ông nghiêm mật. Nhiều lần Văn Thiên Tường đã tìm cách trốn nhưng vô hiệu. Một thời gian sau, nhà Tống cũng bị diệt vong. 
Chiến tranh kết thúc, quân Nguyên bày yến tiệc để mừng công, Văn Thiên Tường cũng được mời đến. Trương Hoằng Phạm, đô đốc quân thủy nhà Nguyên đã nói với ông:
"Hiện nay, triều Tống đã mất, trung hiếu của ông cũng hết rồi. Thừa tướng có thể thay đổi ý kiến được không, làm việc cho triều Nguyên, mà Tể tướng triều Nguyên không phải là ông thì ai vào đó?"
Ông đã khẳng khái trả lời: 
"Nước mất không thể cứu được, làm quan đại thần thì tội quả đáng chết, lẽ nào còn tham sống sợ chết, phản bội Tổ quốc được?"
Trên đường giải từ Quảng Châu lên Đại Đô, thời tiết khắc nghiệt, mưa gió tầm tã, Văn Tường bị xích giải đi. Ông đã từng tuyệt thực, nhịn đói, nhịn khát, muốn lấy cái chết để phản kháng, có lúc ông lại tìm cách trốn thoát, nhưng tất cả đều vô hiệu, vì quân Nguyên canh phòng nghiêm mật. Những lúc đó ông lại làm thơ gửi gắm tâm hồn, ý nguyện. Triều Nguyên muốn lợi dụng ông để lung lạc nhân tâm, hòa hoãn ý chí chống Nguyên của nhân dân Giang Nam nhưng vẫn không mua chuộc được ông. Triều Nguyên đã cho Lưu Mộng Viêm là Thừa tướng triều Tống đã hàng đến dụ hàng Văn Thiên Tường. Vừa trông thấy Lưu Mộng Viêm, Văn Thiên Tường lòng bốc giận, mắng rủa thậm tệ. Tiếp theo triều đình nhà Nguyên đưa Hoàng đế tù nhân Tống Cung Đế của Nam Tống mới 9 tuổi đến khuyên ông đầu hàng. Văn Thiên Tường trông thấy vua cũ, tuy không thóa mạ, nhưng lạnh nhạt nói: "Xin thánh giá hồi cung".
Vào một ngày tháng 5, triều đình nhà Nguyên lại cho người dẫn Văn Bích, em trai ông đã đầu hàng giặc đến khuyên ông nên hàng, Văn Thiên Tường kiên quyết: "Anh em một người là tù, một người cưỡi ngựa, cùng cha mẹ nhưng không đội một trời". Năm 1283, ông bị đưa đến Kim Loan điện để gặp Hốt Tất Liệt. Ông đứng sừng sững, bị lính đánh đến gãy xương, vẫn không chịu quỳ. Hốt Tất Liệt đề nghị ông theo nhà Nguyên, sẽ phong ông làm Thừa tướng nhưng ông không chấp nhận. Triều đình nhà Nguyên dày vò thân xác ông nhưng không nổi, cuối cùng đã dùng mẹo "tình cốt nhục" buộc con gái ông là Liêu Nương hiện đang bị chúng bắt giữ viết thư cho ông. Đến lúc này ông mới biết khi thua trận, vợ và con ông cũng bị bắt luôn, nhưng ông vẫn không khuất phục.
Sau ba năm thấy không thể khuất phục được ông, vua Nguyên hết cách bèn đem ông giết nhưng vẫn khen là "chân nam tử". Ông chết lúc mới 47 tuổi.
Khi hậu táng Văn Thiên Tường, người ta phát hiện ra một bài thơ tuyệt mệnh ghi như sau:
| Khổng viết thành nhân Mạnh viết thủ nghĩa. Duy kỳ nghĩa tận, Sở dĩ nhân chí. Độc thánh hiền thư, Sở học hà sự? Nhi kim nhi hậu, Thứ kỷ vô quý. | Khổng nói thành nhân, Mạnh nói giữ nghĩa. Chỉ khi nghĩa trọn, Mới là nhân tới. Đọc sách thánh hiền, Là học điều ấy. So sau so trước, Ngõ hầu không thẹn. |

Văn Thiên Tường đã mất, nhưng khí tiết, phẩm chất đạo đức cao thượng của ông mãi mãi để cho người đời sau kính ngưỡng. Ông cùng với Lục Tú Phu và Trương Thế Kiệt được sử Trung gọi là "Tống vong tam kiệt" (ba bậc hào kiệt thời Tống mạt).

## Văn chương
Văn Thiên Tường (文 天 祥) còn là một nhà thơ, nhà văn. Văn chương ông có lời lẽ khẳng khái, hào hùng của kẻ sĩ trong thời nước nhà lâm nạn. Khí tiết của Văn Thiên Tường ảnh hưởng rất nhiều đến sĩ phu đời sau. Hai câu thơ:
| • 人生自古誰無死 • 留取丹心照汗青 | • Nhân sinh tự cổ thùy vô tử • Lưu thủ đan tâm chiếu hãn thanh - Xưa nay có ai mà không chết - Hãy để lòng son chiếu sử xanh |

Đã được Nguyễn Công Trứ dùng trong bài hát nói "Chí khí Anh hùng" nổi tiếng của mình:
Vòng trời đất dọc ngang ngang dọc
Nợ tang bồng vay trả, trả vay
Chí làm trai nam bắc đông tây,
Cho phỉ sức vẫy vùng trong bốn bể
Nhân sinh tự cổ thùy vô tử,
Lưu thủ đan tâm chiếu hãn thanh
Đã chắc ai rằng nhục rằng vinh
Mấy kẻ biết anh hùng thời vị ngộ
Cũng có lúc mây tuôn sóng vỗ,
Quyết ra tay buồm lái trận cuồng phong...

• Và trong bài:

| Quá Linh Đinh Dương Tân khổ tao phùng khởi nhứt kinh, Can qua liêu lạc tứ châu tinh. Sơn hà phá toái phong phiêu nhứ, Thân thế phù trầm vũ đả bình. Hoàng Khủng than đầu thuyết hoàng khủng, Linh Đinh dương lý thán linh đinh. Nhân sanh tự cổ thùy vô tử, Lưu thủ đan tâm chiếu hãn thanh. | ( Dịch nghĩa ) Đèn sách gian lao mộng ước thành, Bốn năm thác loạn cuộc giao tranh. Sơn hà tan tác bông trước gió, Bèo dạt trong mưa cảm phận mình, Hoàng Khủng ghềnh kia chuyện hoàng khủng, Linh Đinh sông nọ nỗi lênh đênh, Xưa nay có ai mà không chết, Hãy để lòng son chiếu sử xanh |

• Bài thơ Chính khí ca cũng là một tác phẩm hết sức nổi tiếng, được Văn Thiên Tường viết khi ông đang ở trong nhà tù của quân Nguyên.

## Bài thơChính Khí Ca
Bài thơ "Chính khí ca" là một áng văn tuyệt tác, một tác phẩm nổi tiếng của Văn Thiên Tường, ca ngợi lòng yêu nước và chí khí lẫm liệt của những con người ngay thẳng cương trực, trung nghĩa thời xưa.
Tư tưởng "Chính khí ca" đã được truyền tụng rộng khắp vào Việt Nam nhằm khích lệ cổ vũ lòng yêu nước, tinh thần bất khuất của các con dân và sỹ phu nước Việt.
Năm 1882, sau khi thành Hà Nội thất thủ, ở Việt Nam cũng xuất hiện "Hà Thành chính khí ca", ca ngợi tinh thần yêu nước và chí khí trung nghĩa lẫm liệt của Tổng đốc Hoàng Diệu người đã quyết tử để bảo vệ thành Hà Nội. 

### Chính Khí Ca (正 氣 歌)
(Bản gốc chữ Hán và phiên âm Hán-Việt):
| 1. 天 地 有 正 氣 Thiên địa hữu chính khí , 雜 然 賦 流 形 Tạp nhiên phú lưu hình, 下 則 為 河 嶽 Hạ tắc vi hà nhạc, 上 則 為 日 星 Thượng tắc vi nhật tinh. 5. :於 人 曰 浩 然 Ư nhân viết hạo nhiên . 沛 乎 塞 蒼 冥 Phái hồ tắc thương minh; 皇 路 當 清 夷 Hoàng lộ đương thanh di , 含 和 吐 明 庭 Hàm hòa thổ minh đình ; 時 窮 節 乃 見 Thời cùng tiết nãi hiện, 10. 一 一 垂 丹 青 Nhất nhất thùy đan thanh 在 齊 太 史 簡 Tại Tề Thái Sử giản, 在 晉 董 狐 筆 Tại Tấn Đổng Hồ bút; 在 秦 張 良 椎 Tại Tần Trương Lương chùy 在 漢 蘇 武 節 Tại Hán Tô Vũ tiết 15. 為 嚴 將 軍 頭 Vi Nghiêm tướng quân đầu 為 嵇 侍 中 血 Vi Kê Thị Trung huyết, 為 張 睢 陽 齒 Vi Trương Tuy Dương xỉ 為 顏 常 山 舌 Vi Nhan Thường Sơn thiệt 或 為 遼 東 帽 Hoặc vi Liêu Đông mạo, 20. 清 操 厲 冰 雪 Thanh tháo lệ băng tuyết, 或 為 出 師 表 Hoặc vi xuất sư biểu 鬼 神 泣 壯 烈 Quỷ thần khấp tráng liệt, 或 為 渡 江 楫 Hoặc vi độ giang tiếp , 慷 慨 吞 胡 羯 Khảng khái thôn Hồ Yết 25. 或 為 擊 賊 笏 Hoặc vi kích tặc hốt , 逆 豎 頭 破 裂 Nghịch thụ đầu phá liệt. 是 氣 所 磅 礡 Thị khí sở bàng bạc, 凜 冽 萬 古 存 Lẫm liệt vạn cổ tồn 當 其 貫 日 月 Đương kỳ quán nhật nguyệt | 30. 生 死 安 足 論 Sinh tử an túc luận. 地 維 賴 以 立 Địa duy lại dĩ lập 天 柱 賴 以 尊 Thiên trụ lại dĩ tôn 三 綱 實 繫 命 Tam cương thực hệ mệnh, 道 義 為 之 根 Đạo nghĩa vi chi căn. 35. 嗟 予 遘 陽 九 Ta ! Dư cấu dương cửu 隸 也 實 不 力 Lệ dã thực bất lực; 所 囚 纓 其 冠 Sở tù anh kỳ quán 傳 車 送 窮 北 Truyền xa tống cùng bắc, 鼎 鑊 甘 如 飴 Đỉnh hoạch cam như di, 40. 求 之 不 可 得 Cầu chi bất khả đắc; 陰 房 闃 鬼 火 Âm phòng khuých quỷ hỏa, 春 院 閟 天 黑 Xuân viện bí thiên hắc, 牛 驥 同 一 皂 Ngưu ký đồng nhất tạo 雞 栖 鳳 凰 食 Kê thê phụng hoàng thực 45. 一 朝 蒙 霧 露 Nhất triêu mông vụ lộ, 分 作 溝 中 瘠 Phận tác câu trung tích, 如 此 再 寒 暑 Như thử tái hàn thử, 百 沴 自 辟 易 Bách lệ tự tịch dịch. 哀 哉 沮 洳 場 Ai tai ! Tự như trường, 50. 為 我 安 樂 國 Vi ngã an lạc quốc; 豈 有 他 繆 巧 Khởi hữu tha mậu xảo, 陰 陽 不 能 賊 Âm dương bất năng tặc; 顧 此 耿 耿 在 Cố thử cảnh cảnh tại. 仰 視 浮 雲 白 Ngưỡng thị phù vân bạch . 悠 悠 我 心 憂 55. Du du ngã tâm ưu, 蒼 天 曷 有 極 Thương thiên hạt hữu cực, 哲 人 日 已 遠 Triết nhân nhật dĩ viễn, 典 刑 在 夙 昔 Điển hình tại túc tích; 風 簷 展 書 讀 Phong thiềm triển thư độc, 60. 古 道 照 顏 色 Cổ đạo chiếu nhan sắc. |

• Bản dịch của Thái Trọng Lai (mấy khổ đầu) :
1• Trong trời đất có đầy chính khí,
• Xen lẫn vào mọi mặt sẵn dòng.
• Dưới này là núi, là sông,
• Trên kia sao sáng cùng ông mặt trời.
5• Là hạo nhiên khi người nhận nó,
• Khí ứ tràn nghẽn cả đất trời.
• Nước nhà yên ả, thảnh thơi,
• Khí hòa vũ trụ trút nơi triều đình.
• Khi vận nước ngửa nghiêng, cùng quẫn,
10• Khí phả vào, danh rạng sử xanh.
• Bản dịch của Nguyễn Hiến Lê (mấy khổ đầu):
1-Trời đất có chính khí
Lẫn lộn trong các hình
Dưới đất là sông núi
Trên trời là nhật, tinh.
5-Tại người là hạo nhiên
Vũ trụ đầy anh linh
Khí hoà nhả trước sân
Non nước lúc thanh bình
Thời cùng cao tiết hiện
10-Nhất nhất ghi sử xanh.
• Bản dịch (của Hoàng Tạo):
| 1- Trời đất có chính khí Toả ra cho muôn loài Là sông núi dưới đất Là trăng sao trên trời 5- Đầy rẫy cả vũ trụ Khí hạo nhiên của người Gặp cảnh đời bình trị Triều thịnh vang lời vui Khi cùng, tiết tháo rõ 10- Sử xanh ghi đời đời. Ở Tề, sách Thái Sử Ở Tấn, bút Đổng Hồ Ở Tần, chuỳ Bác Lãng Ở Hán, cờ họ Tô 15- Đầu Nghiêm thách trước giặc Máu Kê trên áo vua Răng Trương công chửi địch Lưỡi Kiều Khanh mắng thù. Hoặc là mũ Liêu Đông 20- Vẻ băng tuyết phau phau Hoặc là biểu “Ra quân” Lẫm liệt quỷ thần sầu Hoặc qua sông gõ nhịp Khảng khái nuốt quân Hồ 25- Hoặc giật hốt đánh giắc Phường tiếm nghịch toang đầu. Khi ấy tràn ngập tới Oai nghiêm muôn thuở còn Khi đã vượt nhật nguyệt | 30- Sống thác chuyện con con! Khuôn đất nhờ đó vững Cột trời nhờ đó còn Ba giường được gìn giữ Đạo nghĩa có gốc nguồn. 35- Xót ta gặp vận ách Tướng sĩ thực hèn nhát Dải mũ buộc thân tù Xe chở lên cực bắc Ninh nấu cũng cam lòng 40- Còn để ta mong mãi Phòng sâu ma lập loè Viện xuân thành ngục tối! Ngựa giỏi nhốt cùng trâu Chuồng gà, phượng nhặt thóc 45- Thân này khi gió sương Đành rãnh ngòi lăn lóc Thế mà hai năm qua Tránh xa bao khí độc Thương ôi! Chỗ lội lầm! 50- Lại sống yên tối sớm Phải đâu khôn khéo gì Âm dương không dám phạm Vằng vặc tấm cô trung Ngẩng nhìn mây trắng nổi 55- Buồn thay! Nỗi lòng ta Trời xanh cao vòi vọi! Thánh hiền khuất lâu rồi Khuôn phép vẫn không mất Hiên gió mở sách coi 60- Gương xưa soi trước mặt. |

• Phạm Trọng Cảnh|Phạm Trọng Cảnh dịch nôm:
Trong trời đất có cái chính khí,
Tỏa sáng ra cho tất cả mọi loài hữu hình.
Tràn tuôn mặt đất từ sông đến núi và trên trời sáng chói trăng sao.
Là khí hạo nhiên của con người.
Khi non nước thanh bình thịnh trị,
Từ trong triều đến dân gian đều vang lời vui vẻ, an lạc.
Gặp lúc cùng khốn thì tiết tháo can trường tỏ ra,
Được sử xanh lưu truyền muôn đời.
Ở nước Tề thời Chiến Quốc, Thôi Tử giết vua quan Thái Sử chép việc mà không sợ uy quyền.
Ở Tấn, quan Tể Tướng Triệu Thuẩn bỏ trốn khi vua bị giết,
Đổng Hồ chép sự thật kết án Triệu Thuẩn không làm tròn trách nhiệm là giết vua.
Nước Tần, Trương Lương muốn báo thù cho nước Hàn một mình mang chùy đánh vua Tần Thủy Hoàng.
Tại nhà Hán, Tô Vũ đi sứ bị Hung Nô bắt giam 18 năm.
Trương Phi đánh Ba Thục bắt được tướng Nghiêm Nhan,
Nhan không chịu đầu hàng nói: nước Thục chỉ có tướng đứt đầu chứ không có tướng đầu hàng.
Vua Tấn Hoài Đế bị giặc đuổi,
Kê Thị Trung tức Kê Thiệu, lấy thân mình che chỡ vua, bị tên bắn máu tung đỏ cả áo long bào nhà vua.
Đời Đường An Lộc Sơn làm phản,
Trương Thư Dương tức Trương Tuần đánh giặc thua trận bị bắt,
Mắng giặc luôn miệng bị giặc bẽ gãy hai cái răng.
Nhan Kiều Khanh tức Nhan Thường Sơn bị giặc bắt
Mắng chưỡi luôn miệng, giặc cắt lưỡi vẫn tiếp tục chửi mãi không thôi.
Quảng Minh đời Hán được vua mời ra làm quan,
Không chịu, cứ ở mãi Liêu Đông ba mươi năm đội nón lá mặc áo vải bố.
Khổng Minh dâng biểu xin vua xuất quân đánh Ngụy, lời lẫm liệt oai hùng.
Tổ Địch qua sông đánh giặc
Bẻ gảy mái chèo thề không dẹp giặc xong không qua sông này.
Đoàn Tú Thực giận Châu Xế chiếm ngôi vua cầm hốt (vật bằng ngọc các quan cầm cho oai nghi),
Đánh vào đầu Xế máu ra lai láng.
Cái linh khí ấy tràn ngập muôn thuở,
Sáng rực cả trần ai, tỏ rõ cả trăng sao.
Khí thiên anh hùng, xem nhẹ cái chết tựa lông hồng.
Nó làm cho khuôn đất nhờ đó mà vững vàng,
Cột chống trời nhờ đó mà còn.
Tam cương được gìn giữ.  Đạo nghĩa có được nguồn gốc.
Xót vì ta gặp vận chẳng may,
Tướng sĩ hèn nhát, cho nên ta bị bắt làm tù nhân.
Xe chở lên Bắc Kinh, dù ninh nấu ta trong vạc dầu sôi ta cũng coi như sương.
Trong ngục tù không thấy ánh mặt trời, phòng giam tối đen lập lòe như lửa ma.
Như ngựa quý sống cùng trâu bò  (Văn Thiên Tường sống cùng bốn người lính).
Như phượng hoàng ăn thóc chung cùng đàn gà.
Gió lạnh sương mù, trong không khí ẩm thấp,
Ta thường nghĩ sắp chết đến nơi,
vậy mà trọn hai năm, bệnh tật hoài công lãng vãng chung quanh.
Riết rồi ta cũng thấy cái nền ngục ẩm thấp hôi hám này là cảnh thiên đường lạc quốc.
Vì thế ta vững được ý chí,
Ngắm mây trắng trôi trên đầu
Mà lòng buồn mênh mông như vòm trời vậy.
Thánh hiền nay đã xa, tinh hoa vẫn còn đó.
Trước hiên gió lộng mở sách đọc.
Gương xưa vẫn soi sáng trước mặt.

• Bản dịch (Nguyễn Văn Thọ):
1.  Anh hoa chính khí đất trời
Khoác hình vật chất khắp nơi vẫy vùng.
Tràn mặt đất tuôn sông kết núi,
Vút trời mây chói lói trăng sao
5.  Trần ai lẩn bóng anh hào,
Muôn ngàn khí phách rạt rào tầng xanh.
Thuở non nước thanh bình khắp chốn,
Nét đan thanh chóng lộn bệ rồng.
Sơn hà gặp buổi lao lung,
10. Càng cao tiết ngọc, càng bừng vẻ son.
☸
Tề Thái Sử mất còn mấy độ,
Thẻ tre kia há sợ gươm ai.
Đổng Hồ múa bút mấy hồi,
Làm cho Tấn tặc tơi bời ruột gan
15. Trương Lương xót nỗi Hàn khói lửa,
Dùi đồng vung, nghiêng ngửa Tần vương.
Ngọn cờ Tô Vũ phong sương,
Càng băng giá cảnh, càng hương sắc lòng
Đầu Nghiêm tướng dường đồng, dường thép,
20. Máu Kê quân nhuốm hết long bào.
Trương Tuần răng cứng cát sao,
Thành đồng đà nát, lòng đào khôn thay.
Lưỡi Thường Sơn nào hay lắt léo,
Mũ Quảng Minh che nẻo Liêu Đông.
25. Xuất sư biểu ấy hào hùng,
Ngọc vàng rộn rã nát lòng thần minh.
Dòng nước Hiệt lênh đênh bỡ ngỡ,
Thề cùng sông: «Tan rợ mới về !» 
Hốt ngà có lúc cũng ghê,
30. Cho đầu soán chúa ê chề tóc tang.
Linh khí ấy chứa chan muôn thuở,
Rực trần ai, tở mở trăng sao.
Khí thiêng đượm máu hùng hào,
Phù sinh nhẹ tựa hồng mao sá gì.
35. Giây buộc đất nó xe cho vững,
Cột chống trời nó dựng cho cao.
Cương thường đạo nghĩa trước sau,
Mối giường then chốt quán thâu một mình.
☸
Ta lỡ bước điêu linh tù túng,
Vì ba quân lấp lửng ươn hèn.
Thân tù dạ lỏng khóa then,
Một xe đầy ải, băng miền heo may.
Đời luân lạc tỉnh say mấy độ,
Vạc dầu sôi mà ngó như sương.
Ngục tù khóa kín ánh dương,
Phòng giam trời vắng tối dường than tro.
Long câu giữa trâu bò len lỏi,
Phượng hoàng kia phận gửi đàn gà
Một mai gió lạnh sương mờ,
Mấy hồi run rét, xác xơ thân tàn.
Cậy tuế nguyệt thổi tan chướng khí,
Nhờ dương quang đượm vẻ an khương.
Nhớp nhơ là chốn tù trường,
Mà ta khinh khoát coi dường Bồng Lai.
55. Ta vốn chẳng có tài phép lớn,
Nhưng trần ai khôn bận lòng ta.
Lòng ta Chính Khí chói lòa,
Âm dương điên đảo khôn mờ tấc son.
☸
Trời lồng lộng mây tuôn sóng bạc,
Động lòng sầu man mác trời mây.
Biển trời bát ngát chơi vơi,
Con thuyền dĩ vãng, bóng người xa xưa.
60. Người xưa quá, tinh hoa vẫn đó,
Tinh hoa còn rạng rỡ tờ mây.
Đạo xưa vầng sáng đâu đây,
Linh lung vầng sáng tỏa đầy dung quang.

### Tư tưởngChính Khí Ca
Bài thơ "Chính khí ca" của  Văn Thiên Tường, ca ngợi lòng yêu nước và chí khí lẫm liệt của những con người ngay thẳng cương trực, trung nghĩa thời xưa, đã giữ toàn được cái khí chất lớn lao mạnh mẽ, được gọi là chính khí hạo nhiên của trời đất phú cho bậc đại trượng phu, cho người quân tử... Bài "Chính khí ca" làm chấn động, tỏa sáng cổ kim:  
"Trời đất có chính khí
Toả ra cho muôn loài..."
- Bài "Chính khí ca" đã được cụ Phan Bội Châu (1867 – 1940) dịch, truyền tụng rộng rộng khắp để khích lệ cổ vũ lòng yêu nước, tinh thần bất khuất của con dân nước Việt.
- Nhưng cụ Nguyễn Đình Chiểu (1822–1888) mới là người đầu tiên truyền bá tư tưởng "Chính khí ca" vào Việt Nam qua "Ngư Tiều Vấn Đáp" (từ câu 1350 đến câu 1375) [47], Cụ đã quảng diễn tư tưởng của Văn Thiên Tường bằng tiếng mẹ đẻ: cụ được xem là Văn Thiên Tường Việt Nam vậy.

- Năm 1882, sau khi thành Hà Nội thất thủ, Ba Giai (Nguyễn Văn Giai) cũng mượn ý của "Chính khí ca" để làm thành bài "Hà Thành chính khí ca" [48] ca ngợi Tổng đốc Hoàng Diệu  người đã quyết tử bảo vệ thành Hà Nội. Khi thành Hà Nội thất thủ, Hoàng Diệu đã tự vẫn để không rơi vào tay giặc, thể hiện tinh thần yêu nước và chí khí trung nghĩa lẫm liệt, thà chết chứ không chịu khuất phục.

## Trong văn hóa dân gian
Trong nghệ thuật Đàn ca tài tử của Miền Nam Việt Nam có 1 thể điệu oán mang tên Văn Thiên Tường, đó là lấy cảm hứng từ nhân vật lịch sử này để diễn tả tình hình của chí sĩ chống Pháp Thủ khoa Huân thời nhà Nguyễn.